# Phylloscopus
Phylloscopus è un genere di uccelli passeriformi comunemente denominati luì, che tradizionalmente veniva attribuito alla famiglia Sylviidae ma che in base a una recente revisione filogenetica è stato collocato in una famiglia a sé stante (Phylloscopidae).

## Tassonomia
Il Congresso Ornitologico Internazionale riconosce le seguenti specie:
- Phylloscopus ruficapilla (Sundevall, 1850) - luì capirosso
- Phylloscopus laurae (Boulton, 1931) - luì della signora Boulton
- Phylloscopus laetus (Sharpe, 1902) - luì facciarossa
- Phylloscopus herberti (Alexander, 1903) - luì capinero
- Phylloscopus budongoensis (Seth-Smith, 1907) - luì ugandese
- Phylloscopus umbrovirens (Rüppell, 1840) - luì bruno
- Phylloscopus trochilus Linnaeus, 1758 - luì grosso
- Phylloscopus collybita (Vieillot, 1817) - luì piccolo
- Phylloscopus ibericus Ticehurst, 1937 - luì iberico
- Phylloscopus canariensis (Hartwig, 1886) - luì delle Canarie
- Phylloscopus sindianus Brooks WE, 1880 - luì orientale
- Phylloscopus neglectus Hume, 1870 - luì grosso orientale
- Phylloscopus bonelli (Vieillot, 1819) - luì bianco
- Phylloscopus orientalis (Brehm CL, 1855) - luì di Bonelli
- Phylloscopus sibilatrix (Bechstein, 1793) - luì verde
- Phylloscopus fuscatus (Blyth, 1842) - luì scuro
- Phylloscopus fuligiventer (Hodgson, 1845) - luì fuligginoso
- Phylloscopus affinis (Tickell, 1833) - luì di Tickell
- Phylloscopus occisinensis Martens, Sun & Packert, 2008 -
- Phylloscopus subaffinis Ogilvie-Grant, 1900 - luì golacamoscio
- Phylloscopus griseolus Blyth, 1847 - luì di Jerdon
- Phylloscopus armandii (A. Milne-Edwards, 1865) - luì di Milne-Edwards
- Phylloscopus schwarzi (Radde, 1863) - luì di Radde
- Phylloscopus pulcher Blyth, 1845 - luì fulvo
- Phylloscopus maculipennis (Blyth, 1867) - luì facciagrigia
- Phylloscopus kansuensis Meise, 1933 - luì del Gansu
- Phylloscopus yunnanensis La Touche, 1922 - luì del Sichuan
- Phylloscopus proregulus (Pallas, 1811) - luì del Pallas
- Phylloscopus chloronotus (Gray JE & Gray GR, 1846) - luì cinese
- Phylloscopus subviridis (Brooks WE, 1872) - luì di Brooks
- Phylloscopus inornatus (Blyth, 1842) - luì forestiero
- Phylloscopus humei (Brooks, 1878) - luì di Hume
- Phylloscopus borealis (Blasius, 1858) - luì boreale
- Phylloscopus examinandus Stresemann, 1913 -
- Phylloscopus xanthodryas (Swinhoe, 1863) -
- Phylloscopus nitidus Blyth, 1843 - luì nitido (da alcuni Autori considerato una sottospecie di Phylloscopus trochiloides[3])
- Phylloscopus trochiloides (Sundevall, 1837) - luì verdastro
- Phylloscopus plumbeitarsus Swinhoe, 1861 - luì verdastro barrato (da alcuni Autori considerato una sottospecie di Phylloscopus trochiloides[3])
- Phylloscopus tenellipes Swinhoe, 1860 - luì grosso zampechiare
- Phylloscopus borealoides Portenko, 1950 - luì zampechiare giapponese
- Phylloscopus magnirostris Blyth, 1843 - luì beccogrosso
- Phylloscopus tytleri Brooks,WE, 1871 - luì di Tytler
- Phylloscopus occipitalis (Blyth, 1845) - luì coronato grosso
- Phylloscopus coronatus (Temminck & Schlegel, 1847) - luì coronato di Temminck
- Phylloscopus ijimae (Stejneger, 1892) - luì di Ijima
- Phylloscopus reguloides (Blyth, 1842) - luì coronato di Blyth
- Phylloscopus claudiae (La Touche, 1922) - luì di Claudia
- Phylloscopus goodsoni Hartert E, 1910 - luì di Goodson
- Phylloscopus emeiensis Alström & Olson, 1995 - luì dell'Omei Shan
- Phylloscopus davisoni (Oates, 1889) - luì codabianca
- Phylloscopus ogilviegranti (La Touche, 1922) -
- Phylloscopus hainanus Olsson, Alstrom & Colston, 1993 - luì di Hainan
- Phylloscopus forresti Rothschild, 1921 - luì di Forrest
- Phylloscopus cantator (Tickell, 1833) - luì facciagialla
- Phylloscopus calciatilis Alström et al., 2009 -
- Phylloscopus ricketti (Slater, 1897) - luì pettosulfureo
- Phylloscopus olivaceus (Moseley, 1891) - luì delle Filippine
- Phylloscopus cebuensis (Dubois, AJC, 1900) - luì di Dubois
- Phylloscopus trivirgatus Strickland, 1849 - luì isolano
- Phylloscopus nigrorum (Moseley, 1891) -
- Phylloscopus sarasinorum (Meyer & Wiglesworth, 1896) - luì di Sulawesi
- Phylloscopus presbytes (Blyth, 1870) - luì di Timor
- Phylloscopus poliocephalus (Salvadori, 1876) - luì testagrigia
- Phylloscopus makirensis Mayr, 1935 - luì di San Cristobal
- Phylloscopus amoenus (Hartert, 1929) - luì di Kulambangra
- Phylloscopus xanthoschistos (Gray, 1846) - luì pigliamosche testagrigia

Un'ulteriore specie, Phylloscopus rotiensis, endemica dell'isola indonesiana di Rote, è stata scoperta recentemente (2018).

### Specie presenti in Europa

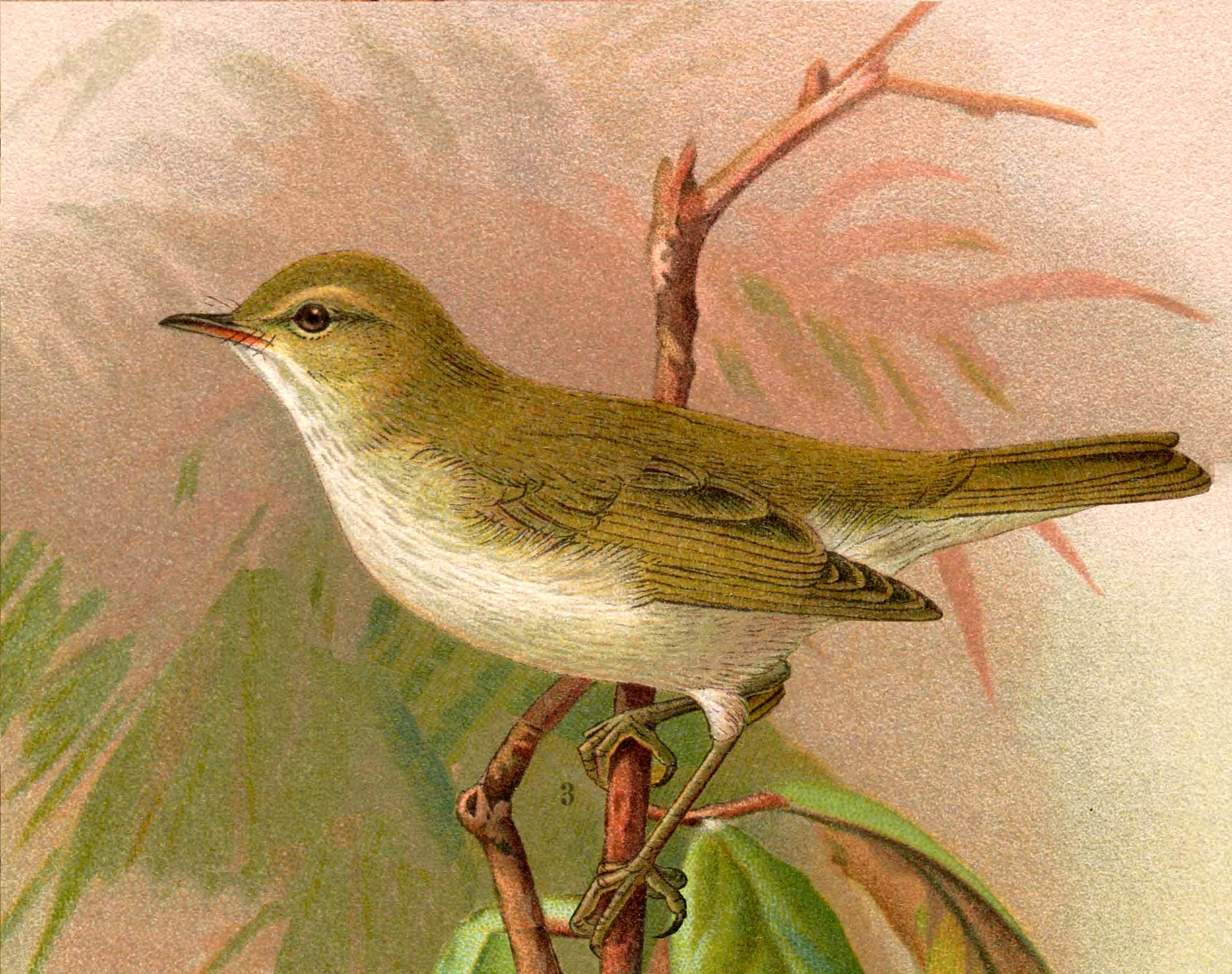
Phylloscopus bonelli
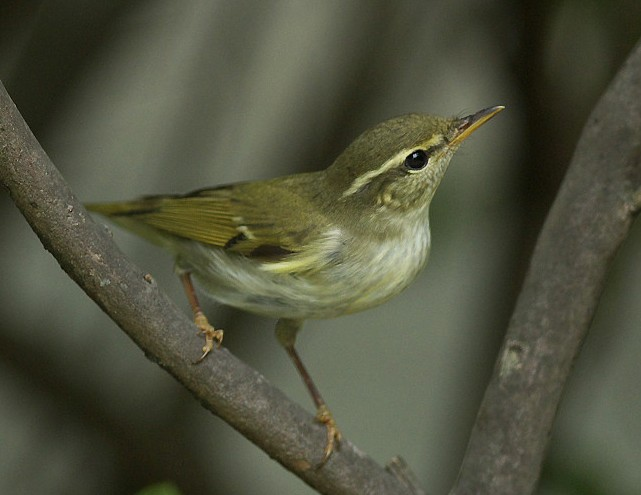
Phylloscopus borealis
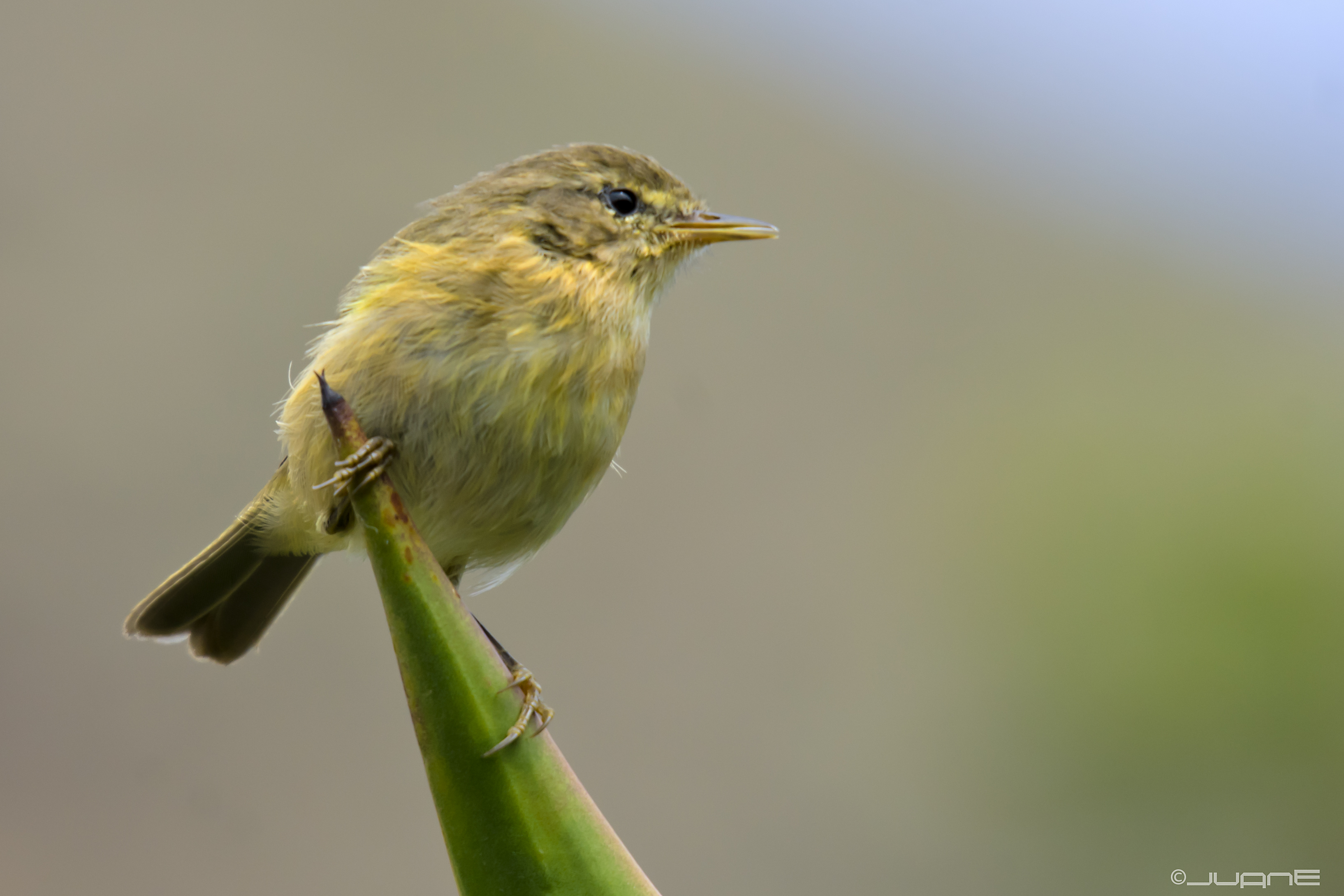
Phylloscopus canariensis
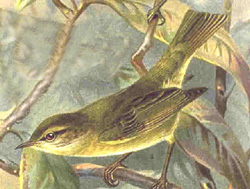
Phylloscopus collybita
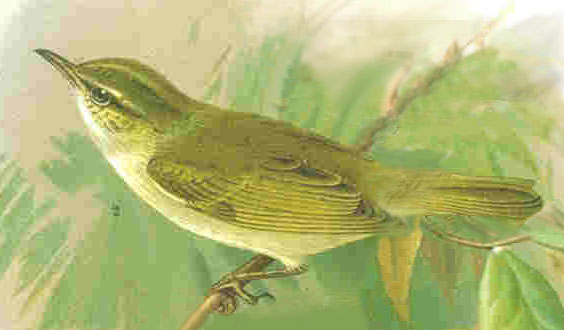
Phylloscopus coronatus
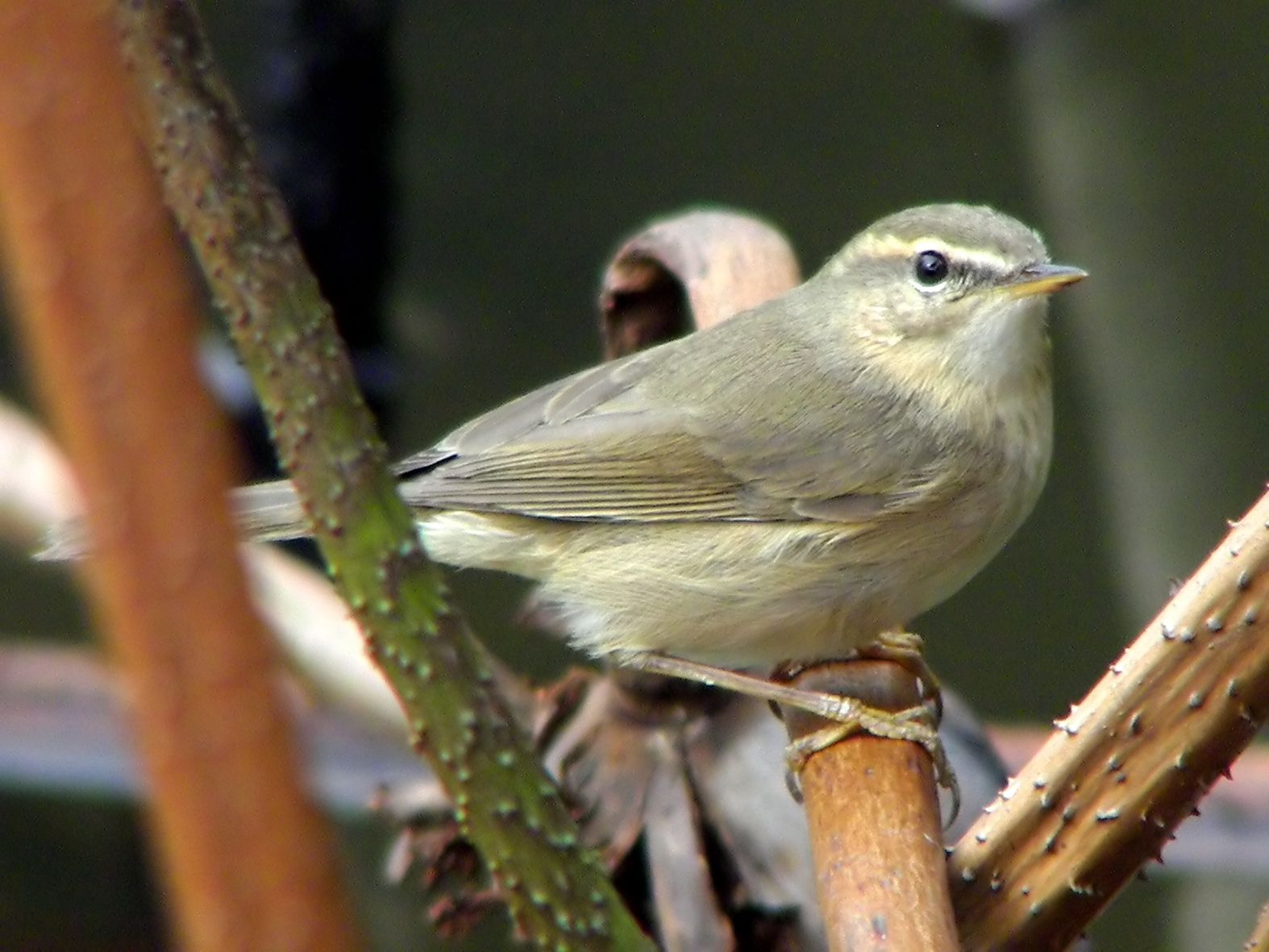
Phylloscopus fuscatus
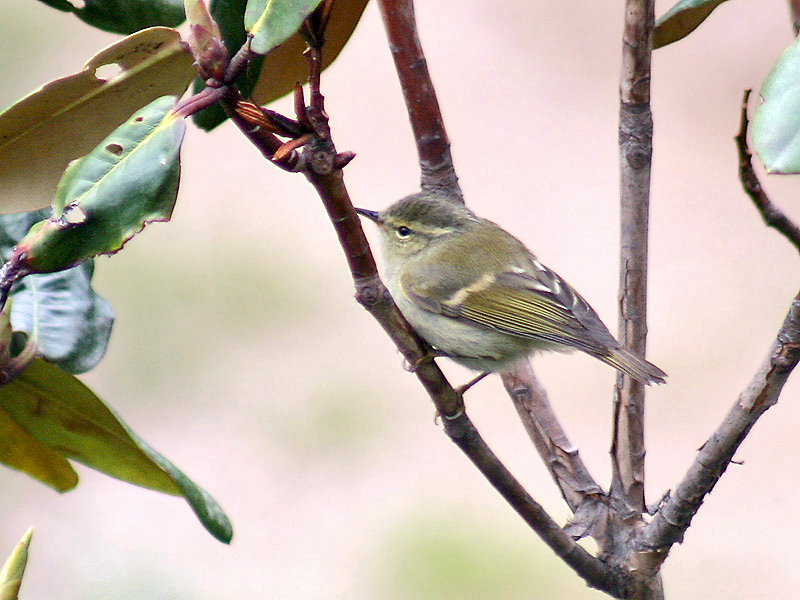
Phylloscopus humei
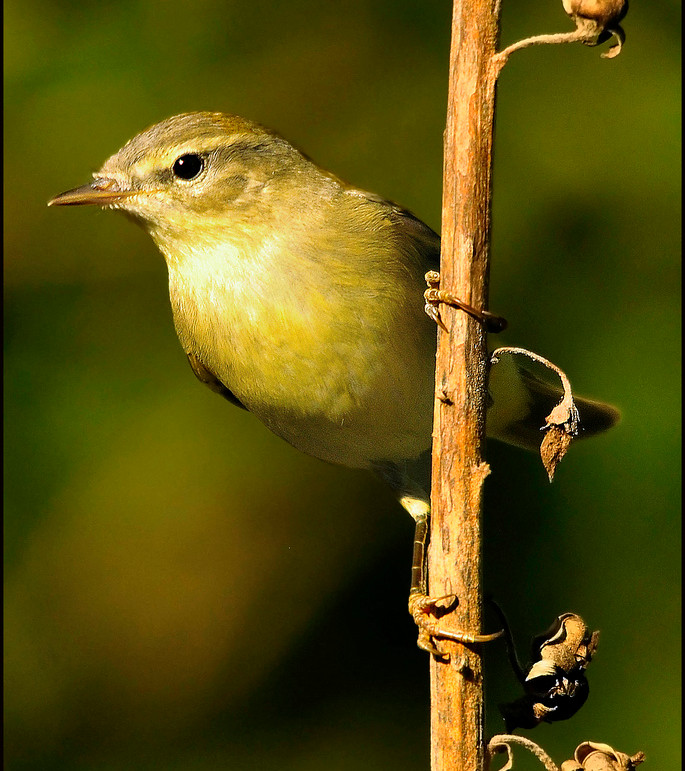
Phylloscopus ibericus
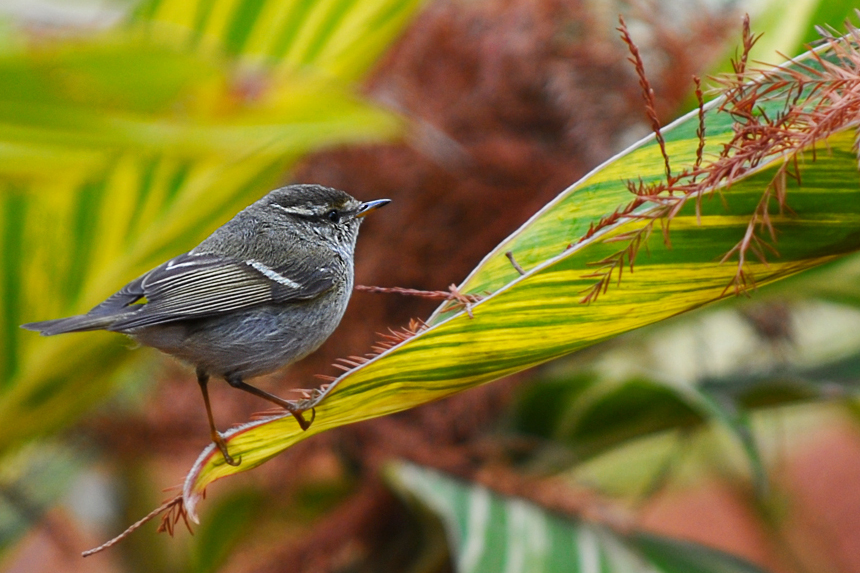
Phylloscopus inornatus
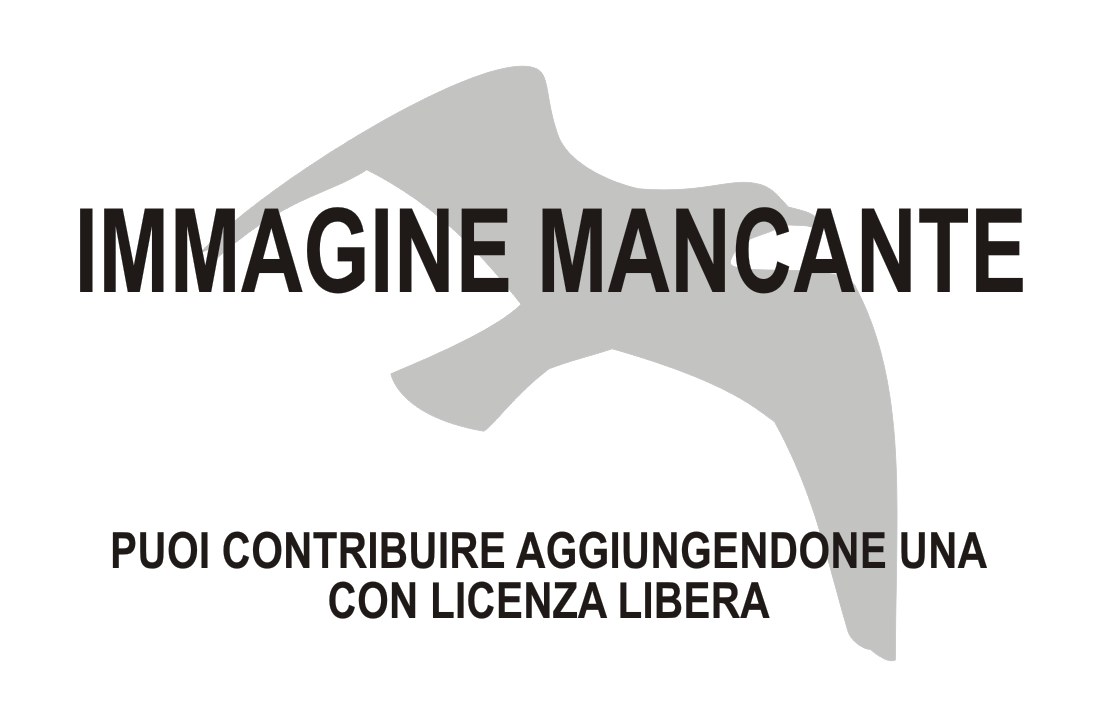
Phylloscopus neglectus
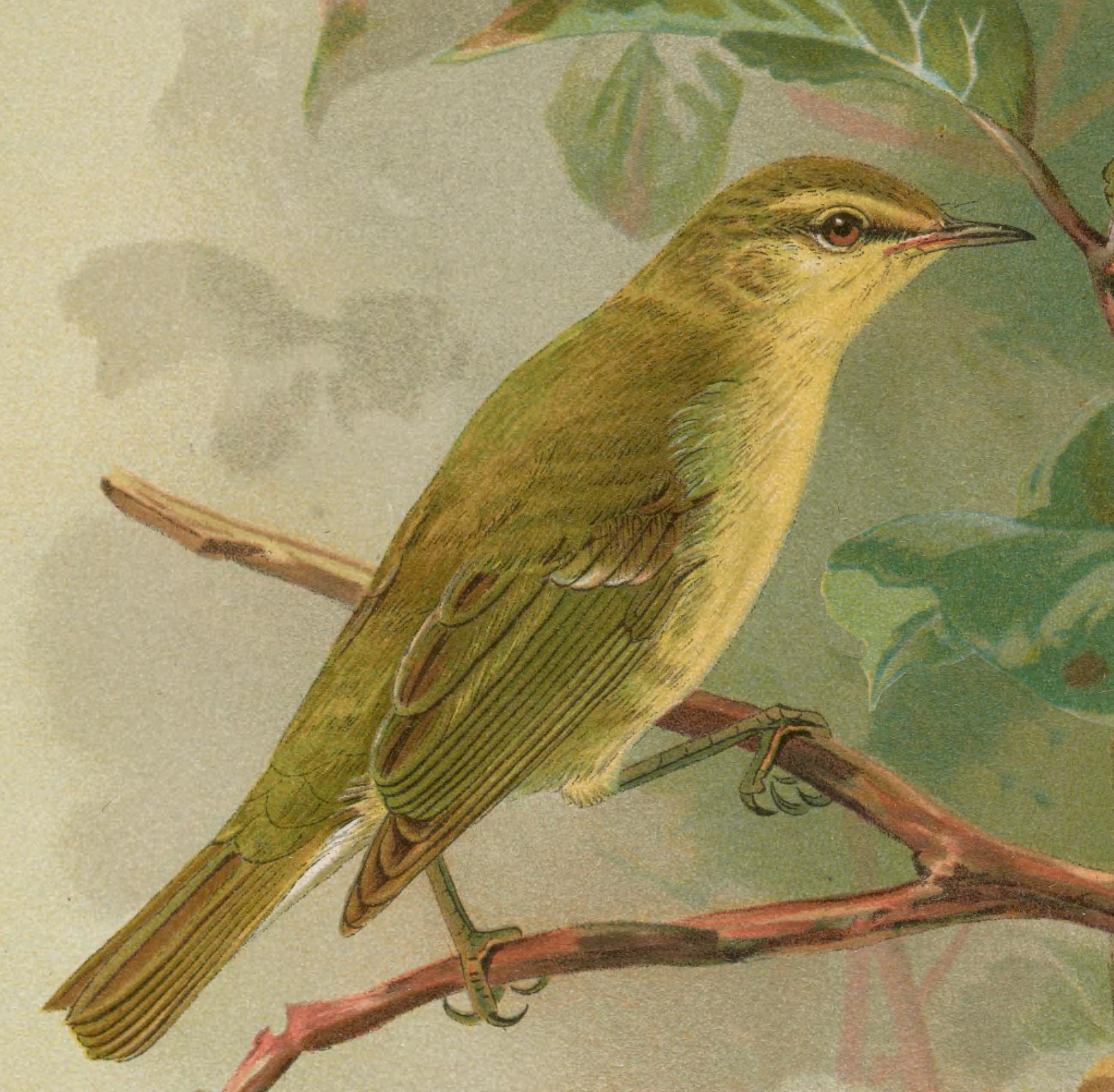
Phylloscopus nitidus
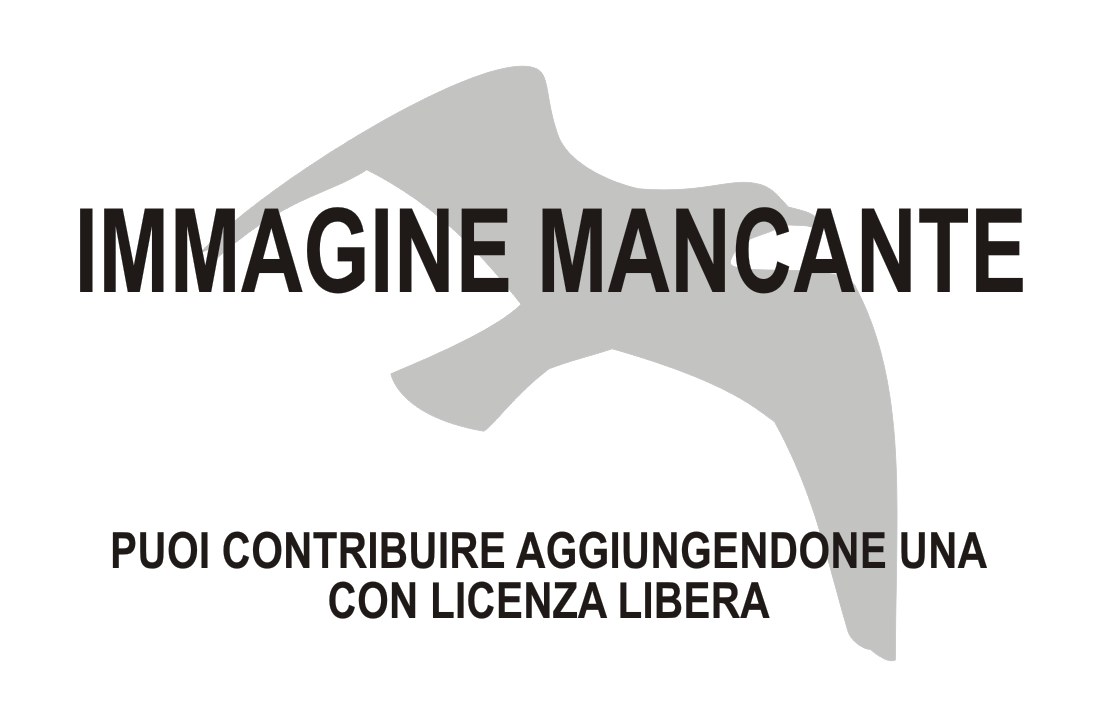
Phylloscopus orientalis
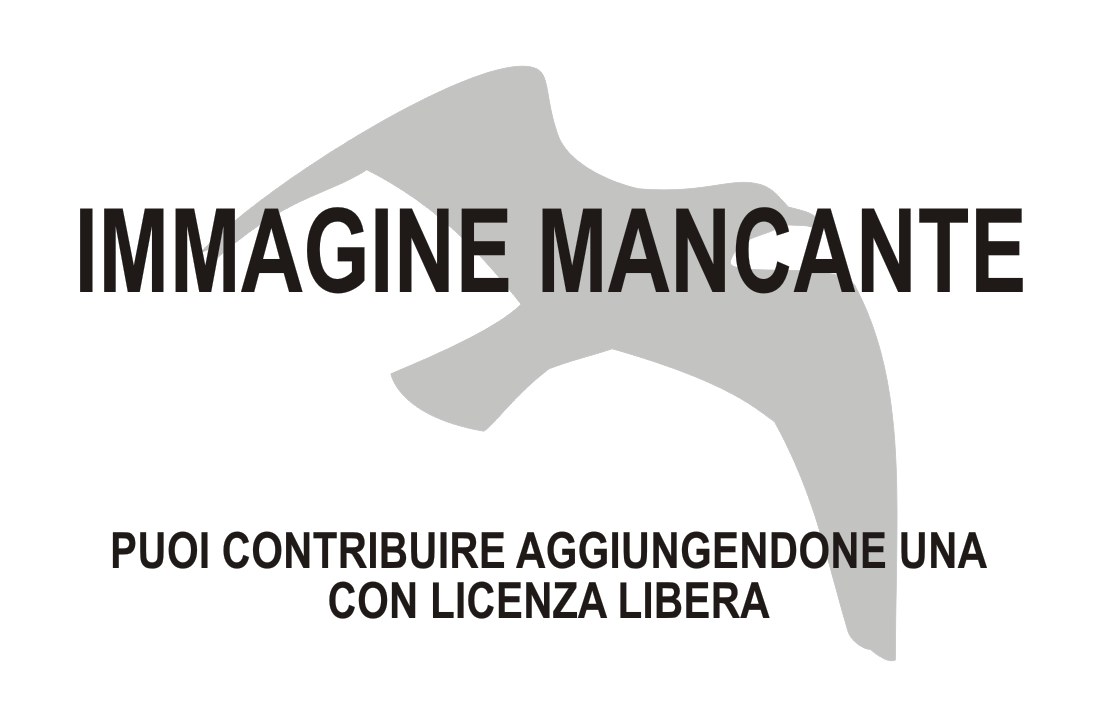
Phylloscopus plumbeitarsus
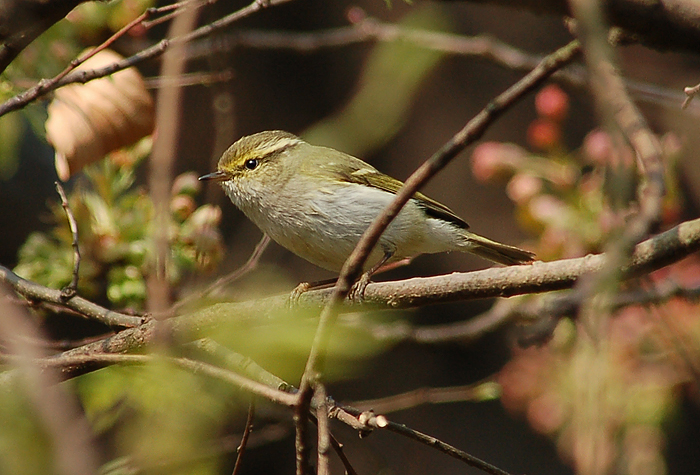
Phylloscopus proregulus
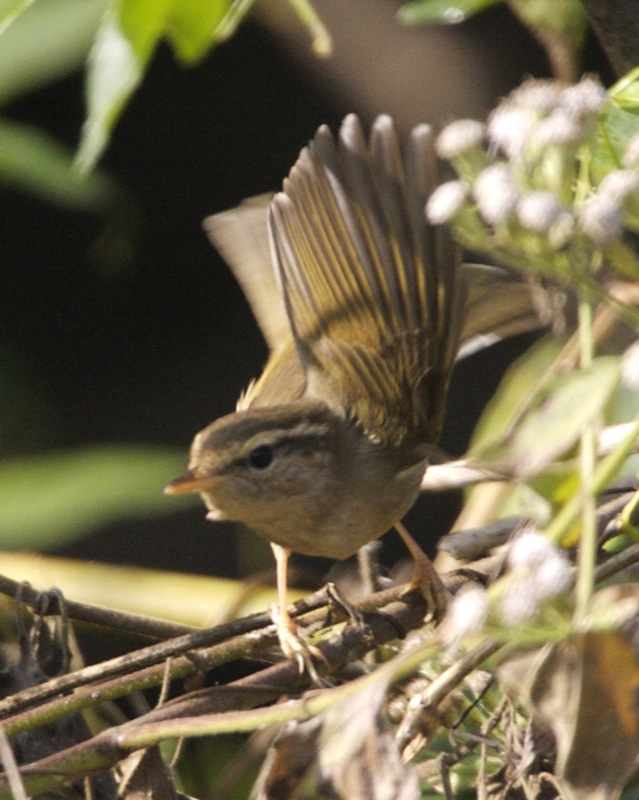
Phylloscopus schwarzi
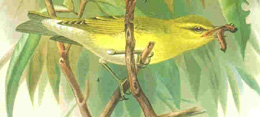
Phylloscopus sibilatrix
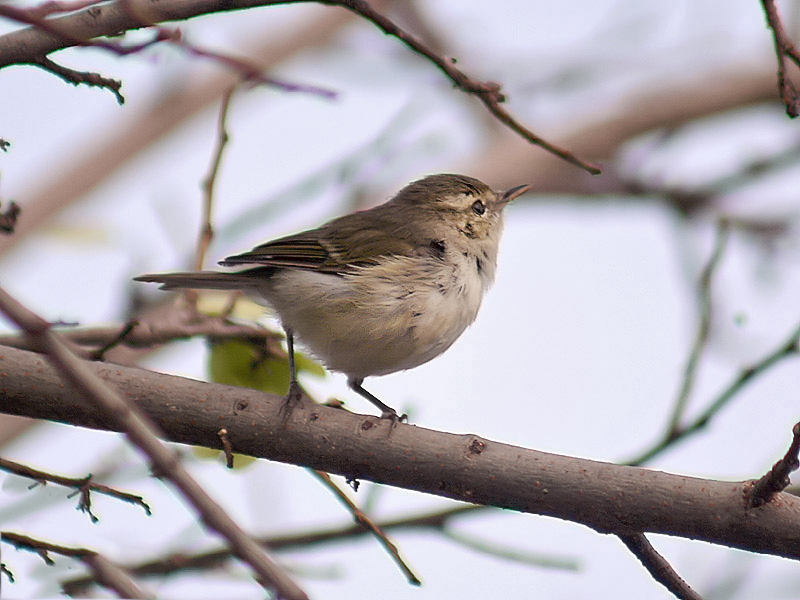
Phylloscopus trochiloides
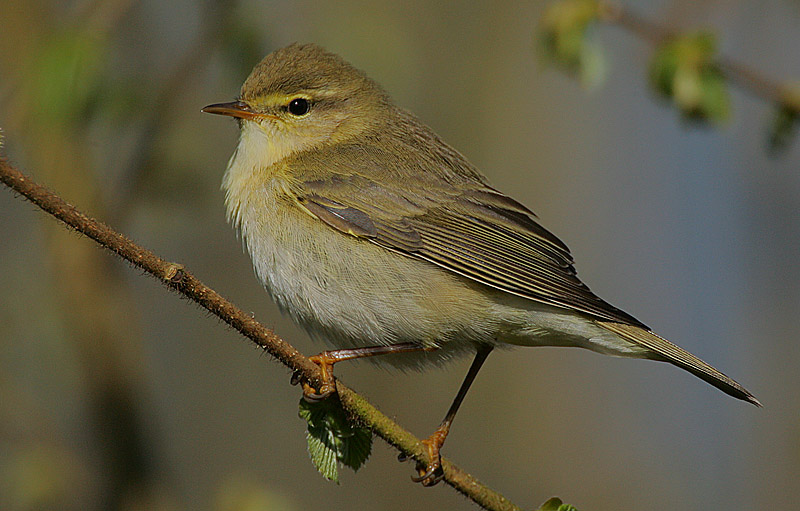
Phylloscopus trochilus